# Meitingen
Meitingen – gmina targowa w Niemczech, w kraju związkowym Bawaria, w rejencji Szwabia, w regionie Augsburg, w powiecie Augsburg. Leży około 20 km na północ od Augsburga, nad rzeką Lech, przy drodze B2 i linii kolejowej Monachium–Norymberga.

## Dzielnice
- Erlingen
- Herbertshofen
- Langenreichen
- Meitingen
- Ostendorf
- Waltershofen

## Polityka
Wójtem gminy jest Michael Higl, poprzednio urząd ten obejmował Alfred Sartor, rada gminy składa się z 24 osób.
|      | CSU | SPD | Freie Lechtaler WG | JBU | FWGruppe | UWG Erlingen | FWGemeinschaft | Razem |
| 2008 | 9   | 3   | 4                  | 2   | 2        | 3            | 1              | 24    |
| 2002 | 11  | 3   | 3                  | 2   | 2        | 2            | 1              | 24    |